# Handley Page
Handley Page Limited is een Brits bedrijf, in 1909 opgericht door Frederick Handley Page (1885-1962) (later Sir Frederick) voor het ontwerpen en bouwen van vliegtuigen. De onderneming, die tot 1970 bestond, bouwde onder meer een aantal verkeersvliegtuigen en een reeks zware bommenwerpers voor de Britse luchtmacht, waaronder de Halifax uit Wereldoorlog II en de Victor.

## De beginjaren

### 1909-1912: Een bescheiden begin
Handley Page Ltd werd geregistreerd op 17 juni 1909. Het was niet de eerste Britse onderneming voor vliegtuigbouw; Short Brothers bijvoorbeeld bestond reeds. Maar Handley Page was wel de eerste naamloze vennootschap in de sector met vrij overdraagbare aandelen. Oprichter Frederick Page was een elektrotechnisch ingenieur die gepassioneerd was geraakt door de vliegtuigtechniek. Handley was de familienaam van zijn moeder; hij gebruikte altijd de combinatie "Handley Page". "H.P.", zoals hij algemeen bekend werd, zou het bedrijf blijven leiden tot aan zijn dood.
Handley Page Ltd was aanvankelijk gevestigd in een bescheiden werkplaats in Woolwich, maar al gauw verhuisde het bedrijf naar Barking Creek in Oost-Londen, waar een klein vliegterrein ter beschikking stond. Handley Page Ltd bouwde in de beginjaren slechts enkele eigen vliegtuigen, die moeilijk een afnemer vonden. Ze moest het vooral hebben van de bouw van toestellen ontworpen door klanten en van de verkoop van propellers en andere onderdelen aan amateur-vliegtuigbouwers. Het eerste gemotoriseerde Handley Page-toestel, Type A uit 1910, bijgenaamd "Blue Bird" omdat het blauw geschilderd was, had een sikkelvormige vleugel waarvan de kromming aan de uiteinden omkeerde, hetgeen een inherente stabiliteit aan het vliegtuig gaf. De motor was een 20 à 25 pk sterke Advance. Het toestel vond geen afnemer en het heeft ook slechts enkele korte sprongetjes gemaakt. Het werd opgevolgd door de "Scrap Heap", zo genoemd omdat het toestel in stukken uiteenviel. Meer succes had het Type E, bijgenaamd "Yellow Peril" (het Gele Gevaar) omdat het geel geverfd was. Het had een motor van  50 pk en er werden vele vluchten mee uitgevoerd.

### 1912: verhuis naar Cricklewood
Het terrein van Barking bleek al snel te klein en Handley Page nam in september 1912 zijn intrek in een voormalige rijschool in Cricklewood in Noord-Londen. Dat jaar organiseerde het Britse leger een competitie, waaraan zowel Britse als Franse constructeurs deelnamen. Handley Page schreef in met het Type F, een eendekker met dezelfde configuratie als zijn eerste ontwerp, nu met een 70 pk Gnôme motor. De machine was echter niet tijdig gereed en werd ook nog eens beschadigd tijdens een van de eerste vluchten; het toestel kon zich dan ook niet bewijzen op deze "military trials". De eerste prijs ging naar een dubbeldekker van Samuel Franklin Cody. Het HP-toestel maakte daarna wel een aantal succesvolle vluchten, maar verongelukte op 15 december 1912, waarbij beide inzittenden om het leven kwamen. Dit was het eerste dodelijke ongeval voor Handley Page. De oorzaak was een te lage snelheid, waardoor de vleugel werd overtrokken en zijn draagkracht verloor. Handley Page zou in de jaren daarna naarstig zoeken naar een oplossing voor dit fenomeen, dat veel ongevallen met slachtoffers veroorzaakte.
Het volgende toestel, type G, was een dubbeldekker met de karakteristieke sikkelvormige vleugels. In 1913 kondigde de krant de Daily Mail een prijs van 10.000 pond sterling aan voor de eerste non-stopvlucht over de Noord-Atlantische Oceaan, van een punt in de Verenigde Staten, Canada of Newfoundland naar een punt in Ierland of Groot-Brittannië of vice versa. Hiervoor begon Handley Page met het ontwerp van een grotere en aerodynamisch verbeterde versie van het Type G, het type L.200 waarvoor hij een Canton-Unné Salmson motor van 200 pk voorzag. De Eerste Wereldoorlog dwarsboomde dit project echter en het type L zou nooit vliegen.

## DeEerste Wereldoorlog

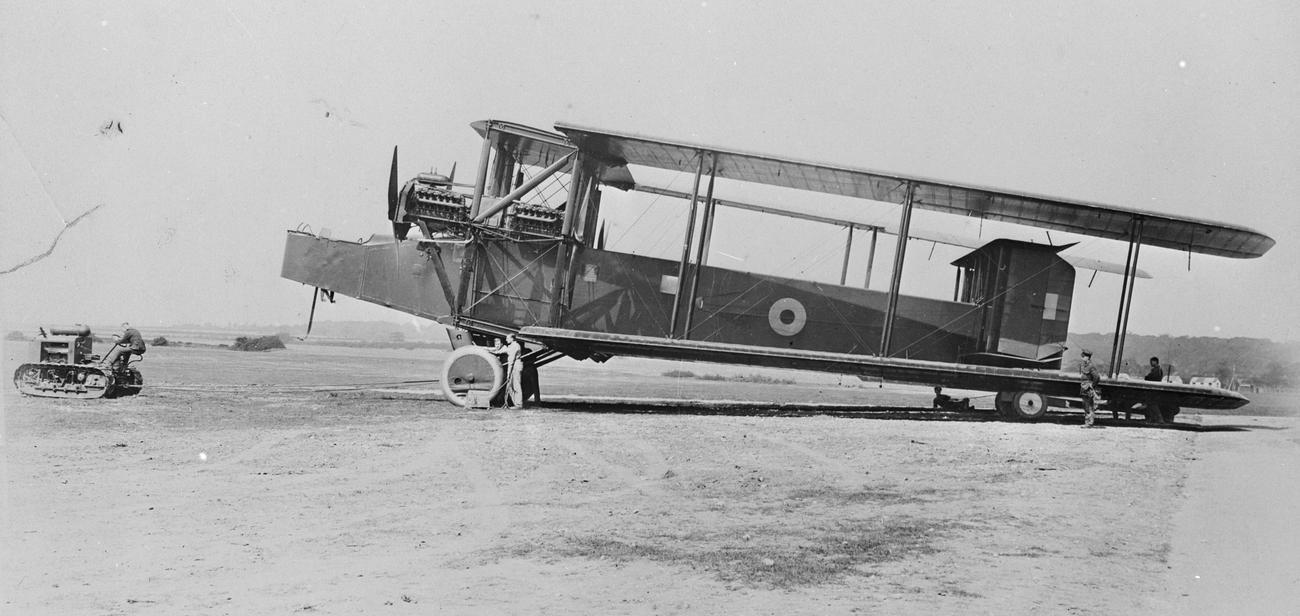
De vleugels van de V/1500 waren inklapbaar, omdat het toestel te groot was voor de hangars van de periode

Toen de Eerste Wereldoorlog uitbrak, richtte Handley Page zich op de productie van militaire toestellen. Het bedrijf kreeg een contract van de Royal Naval Air Service voor de bouw van een grote bommenwerper, de tweemotorige O/100. De "100" sloeg op de spanwijdte van het toestel: 100 voet of ongeveer 30 meter. Het toestel, dat in het grootste geheim werd gebouwd, vloog voor het eerst op 17 december 1915. Maar het duurde tot november 1916 vooraleer de eerste productie-exemplaren aan de Royal Naval Air Service konden geleverd worden. De aflevering aan het front van de derde O/100 op 1 januari 1917 liep fout; de piloot geraakte door mist uit koers en landde per vergissing op een Duits vliegveld.
Na 46 exemplaren van de O/100 schakelde Handley Page over op de krachtigere O/400, met twee Rolls-Royce Hercules motoren. De toestellen werden als nachtbommenwerpers ingezet. In 1917 voerde een O/400 een succesvolle langeafstandsaanval uit vanuit Londen op Constantinopel en bombardeerde onder meer de Duitse oorlogsbodem Goeden in een nachtelijke raid. Van de O/400 werden 554 exemplaren gebouwd.
Handley Page zag het nog groter en kwam in 1918 met de V/1500, een viermotorige bommenwerper die dubbel zo zwaar was als de O/400, en die Berlijn kon bereiken en de bases van de Duitse luchtschepen aanvallen. De Wapenstilstand van 1918 voorkwam echter dat de V/1500 zo'n aanval kon uitvoeren. Van de V/1500 waren 210 exemplaren besteld en aan het einde van de oorlog 40 afgewerkt.
Tijdens de oorlog had Handley Page een grote expansie gekend, en een nieuwe fabriek gebouwd in Cricklewood. Handley Page installeerde er ook een eigen windtunnel. De 0/400 en V/1500 werden op verschillende locaties gebouwd en er was ook een productielijn van de O/400 opgezet in de Verenigde Staten. De Amerikaanse exemplaren, die naar het Europese oorlogstoneel werden verscheept, waren voorzien van Amerikaanse "Liberty"-motoren. Van de oorspronkelijk bestelde 1500 exemplaren waren er bij de wapenstilstand 107 gebouwd.
In 1918 werd Frederick Handley Page onderscheiden met een CBE (Commandeur in de Orde van het Britse Rijk).

## Het interbellum
Na de Eerste Wereldoorlog richtte Handley Page zijn aandacht op de civiele luchtvaartsector en het commercieel transport van passagiers, post en vracht. Om het potentieel van zijn machines hiervoor aan te tonen, vestigde hij op 15 november 1918 een wereldrecord door, naast de piloot 40 passagiers, hoofdzakelijk journalisten, te laten meevliegen op een demonstratievlucht vanuit Cricklewood in een V/1500.

### 1919-1924: Handley Page Air Transport
Met het oog op het uitvoeren van commerciële vluchten richtte Handley Page een dochtermaatschappij op, de Handley Page Air Transport Ltd.. Zodra de overheid het toeliet begon die in 1919 vanuit Cricklewood met lijnvluchten naar Parijs en later ook naar Evere bij Brussel (waarbij het overvliegen van de slagvelden uit de Eerste Wereldoorlog een extra attractie was), Amsterdam en andere bestemmingen. In september 1919 werd ook begonnen met het transport van luchtpost. De maatschappij gebruikte aanvankelijk O/700 toestellen, dit waren omgebouwde O/400 bommenwerpers die tien passagiers konden vervoeren met bagage en circa 250 kg vracht. Dit waren echter geen comfortabele vliegtuigen en Handley Page ontwierp daarom een specifiek passagierstoestel. Dat werd het type W.8, die op het Parijse luchtvaartsalon van 1919 werd voorgesteld. De W.8 had twee Napier Lion motoren van 450 pk en was kleiner dan de O/400, met een spanwijdte van 22,8 meter en een lengte van 18 meter. De maximumsnelheid was 180 kilometer per uur. Het toestel kon 15 tot 20 passagiers vervoeren, die in comfortabele zetels zaten en de motoren waren voorzien van een gestroomlijnde behuizing die het motorlawaai enigszins dempte, zodat de passagiers tijdens de vlucht met elkaar konden praten "op een normale toon". Handley Page Air Transport bleef vliegen tot 1924, toen het samen met enkele andere private Britse luchttransportmaatschappijen opging in de nieuw gevormde Imperial Airways.

### 1919: De "Daily Mail"-prijs
In 1919 werd de strijdbijl om de trans-Atlantische prijs van de Daily Mail weer opgegraven. Handley Page verscheepte de Atlantic, een viermotorige V/1500 naar Noord-Amerika om een gooi te doen naar de prijs. De bedoeling was om vanuit St. Johns, Newfoundland een poging te doen. Maar het toestel viste achter het net. Het waren John Alcock en Arthur Whitten-Brown die met de prijs aan de haal gingen, nadat ze in een aangepaste Vickers Vimy IV op 14 en 15 juni 1919 van St. Johns tot in Clifden in Ierland vlogen. Even daarna gaf Handley Page het trans-Atlantische project op. De Atlantic bleef in Noord-Amerika en voerde een aantal demonstratievluchten uit in de Verenigde Staten en Canada, onder meer met de eerste luchtpost tussen de twee landen.

### 1919 en volgende: Het "slotted wing"-octrooi

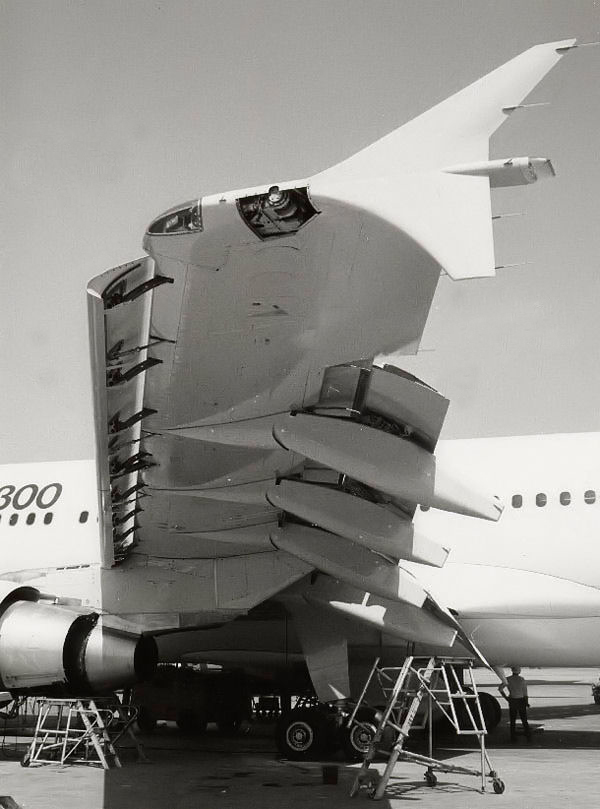
een moderne Airbus met uitgeklapte slats

Na jarenlang onderzoek en vele testen in de eigen windtunnel, vroeg Handley Page op 24 oktober 1919 een octrooi aan voor "improvements in the wings and similar members of aircraft". Het octrooi, dat definitief werd verleend op 24 januari 1921 (nummer 157567), bood een oplossing voor het probleem van de gevaarlijke overtrek-gevolgd-door-tolvlucht-situaties. De uitvinding bestond uit een welvingsklep aan de voorrand van de vliegtuigvleugel, met tussen beide een spleet of "slot". Door die spleet kon er lucht over het bovenste deel van de vleugel stromen bij een hoge invalshoek, zodat de luchtstroom boven de vleugel langer homogeen bleef en het overtrekpunt werd uitgesteld. Wanneer de overtrek toch gebeurde, zorgde de "slot" ervoor dat het toestel niet in een tolvlucht kwam. De welvingsklep was ofwel vast aan de vleugel bevestigd ofwel uitklapbaar door de piloot. Deze uitvinding was zeer belangrijk voor de veiligheid van de luchtvaart.
Ongeveer gelijktijdig en onafhankelijk liet Gustav Lachmann in Duitsland een gelijkaardige uitvinding octrooieren. De twee uitvinders sloten een commercieel akkoord; Lachmann zou later overigens voor Handley Page gaan werken.
De "Handley Page-vleugel" werd in oktober 1920 voor het eerst openbaar getoond. Geoffrey de Havilland, die al snel het nut van de uitvinding had ingezien, had een van zijn vliegtuigen laten uitrusten met de nieuwe vleugel en gaf er spectaculaire demonstraties mee.
In de volgende jaren bleef Handley Page zijn uitvinding verder ontwikkelen en de voordelen ervan promoten door lezingen en demonstraties. Dat leidde uiteindelijk in 1925 tot de automatische slat, die door de luchtdruk tegen de vleugel blijft aangedrukt wanneer het vliegtuig snel genoeg vliegt. Maar wanneer de snelheid en dus ook de druk op de voorkant van de vleugel vermindert zorgt een systeem van veren ervoor dat de welvingsklep loskomt. De piloot hoefde zich nu niet meer te bekommeren om de bediening van de slats; het systeem was eenvoudig en effectief. Het concept werd uiteindelijk door de RAF geaccepteerd, en de royalty's en licenties van deze uitvinding waren een belangrijke bron van inkomsten voor Handley Page in de jaren 1920 en 1930.

### 1920: De Aircraft Disposal Company
Na de Wapenstilstand bleef de Britse militaire overheid achter met een enorme voorraad overtollig oorlogsmateriaal, waaronder duizenden vliegtuigen, motoren en een massa onderdelen. Om zich daarvan te ontdoen werd een commerciële partner gezocht. Handley Page richtte samen met enkele partners hiervoor de Aircraft Disposal Company op, en kreeg het contract in 1920. De verkoop van dit surplusmateriaal zorgde niet alleen voor extra inkomsten maar gaf ook een grote implus aan de populariteit van de luchtvaart in Groot-Brittannië en daarbuiten.

### 1925: Handley Pages voor SABENA
In 1925 bracht Handley Page een driemotorige versie uit van de W.8, de W.8F, speciaal ontworpen voor de jonge SABENA en die in licentie in België werd gebouwd door SABCA. De W.8F was het eerste vliegtuig waarmee SABENA lijnvluchten uitvoerde. In dat jaar brachten luitenant-vlieger Edmond Thieffry, piloot Leopold Roger en mecanicien Joseph De Bruycker een pioniersvlucht van Brussel naar Leopoldstad (Kinshasa) in Belgisch-Kongo tot een goed einde in een door SABCA gebouwde W.8F. Ze waren in Brussel vertrokken op 12 februari en kwamen aan in Kinshasa op 3 april. Kort daarna begon SABENA met binnenlandse vluchten in Belgisch-Kongo met W.8F toestellen, aanvankelijk vooral voor het vervoer van post en vracht. De derde motor gaf een extra veiligheidsreserve, wat in de ontoegankelijk tropische gebieden van levensbelang was.

### 1925-1939: Bommenwerpers Hyderabad, Hinaidi en Heyford
Tussen beide wereldoorlogen bleef Handley Page bommenwerpers bouwen voor de Royal Air Force. De Hyderabad was nog een houten tweedekker, die tussen 1925 en 1933 in gebruik was. Het type werd opgevolgd door de Hinaidi, die in feite een metalen variant van de Hyderabad was, en de veel geavanceerder Heyford. Er werden 124 Heyfords geleverd aan de RAF vanaf 1933. De Heyford was de laatste dubbeldeksbommenwerper van de RAF, en werd gebruikt tussen 1934 en 1939.

### 1929: Nieuwe basis te Radlett
In 1929 nam Handley Page zijn intrek op het vliegveld van Radlett in Hertfordshire. Daar was meer ruimte ter beschikking dan in Cricklewood, waar door de toenemende urbanisatie het vliegveld moest gesloten worden. De productie in Cricklewood bleef nog wel doorgaan tot 1954.

### 1929: De "Gugnunc"
In 1929 kondigde de Amerikaanse Daniel Guggenheim Foundation een wedstrijd aan voor "veilige vliegtuigen". Voor deze Guggenheim Safe Aircraft Competition zond Handley Page een speciaal gebouwd toestel naar Amerika, de HP.39, een "anderhalfdekker" (de onderste vleugel was veel kleiner dan de bovenste) die uiteraard voorzien was van de meest moderne gepatenteerde slats. De HP.39 kreeg de bijnaam "Gugnunc", naar een populaire krantenstrip uit die periode. De competitie draaide uit op een tweestrijd tussen de Gugnunc en de Tanager van de Amerikaanse vliegtuigbouwer Curtiss. Uiteindelijk won het vliegtuig van Curtiss het van de Gugnunc. De Tanager was ook uitgerust met "Handley Page"-type slats, maar zonder dat daarvoor een licentie was verkregen of royalty's waren betaald. Handley Page stapte daarop naar de rechtbank en eiste een schadevergoeding voor inbreuk op haar octrooien. Curtiss ging in de tegenaanval en beriep zich op een vonnis uit 1921 dat de invoer van Handley Page-toestellen in de Verenigde Staten verbood vanwege inbreuken op Amerikaanse octrooien. Er volgde een lange juridische strijd die uiteindelijk uitliep op een minnelijke schikking. Curtiss gaf de inbreuk op het Handley Page-octrooi toe en betaalde een onbekende som aan Handley Page.

### 1931: DeHannibal-klasse
De HP.42 "Heracles/Hannibal" was een verkeersvliegtuig, gebouwd in opdracht van Imperial Airways. De acht viermotorige tweedekkers blonken niet uit door hun prestaties (de kruissnelheid was een statige 100 mijl of 160 kilometer per uur), maar zetten wel nieuwe standaarden neer wat betreft vliegcomfort. Ze kwamen in 1931 in dienst op de Europese lijnen ("Heracles") en op de vluchten naar het verre Oosten ("Hannibal"); de twee versies hadden een verschillend ingerichte passagierscabine, voor 38 respectievelijk 24 passagiers. De cabine was geïsoleerd, voorzien van kamerbreed tapijt en een bar en de passagiers konden aan boord genieten van een uitgebreid diner. De viermotorige tweedekkers zouden gedurende een decennium, tot aan Wereldoorlog II, vliegen zonder één ongeval met lichamelijk letsel, een unieke prestatie tot dan toe.

### 1936: De Hampden

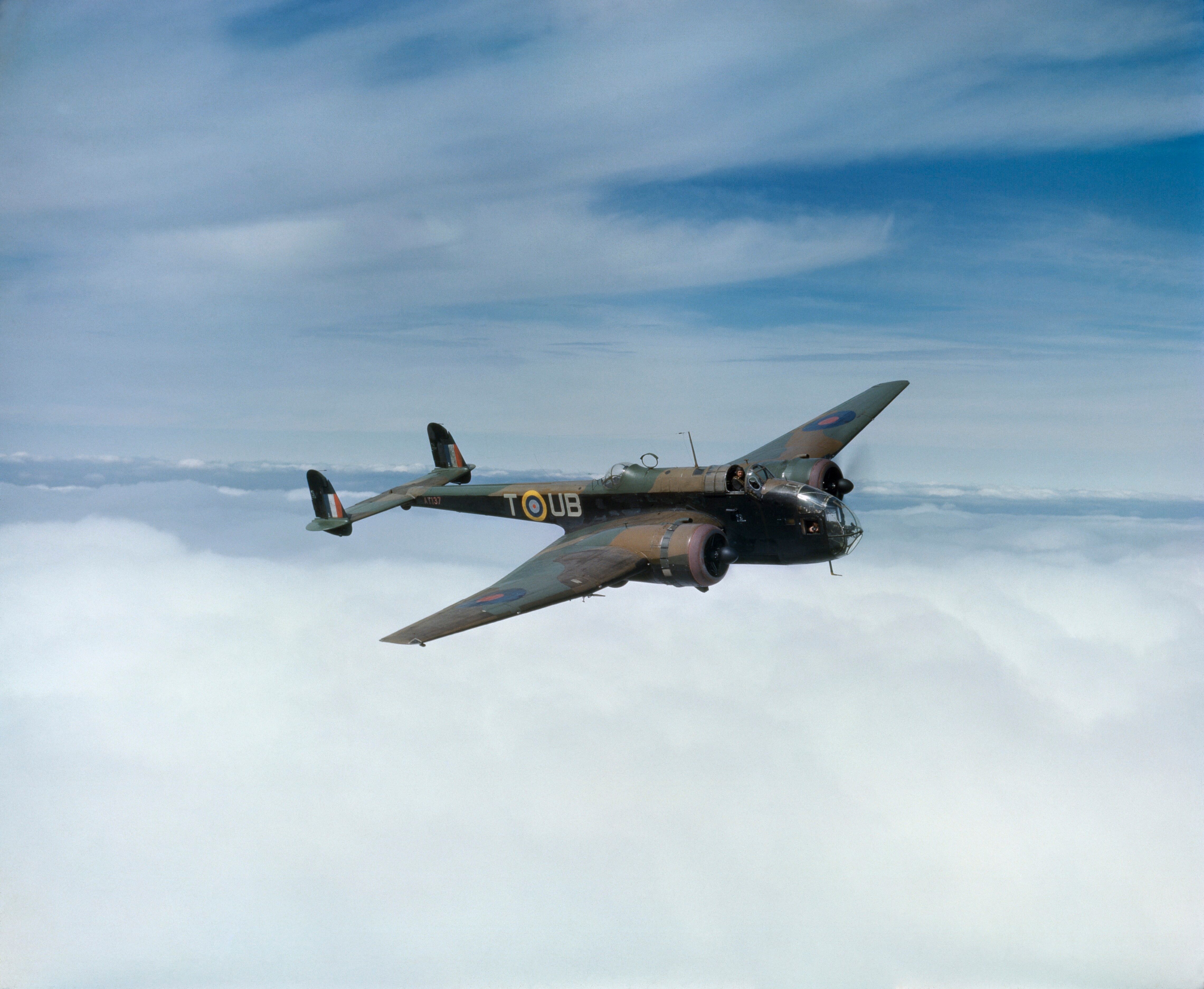
Een Hampden van de Royal Australian Air Force

In de tweede helft van de jaren 1930 voerden de Britse strijdkrachten een grote expansie door. Een van de nieuwe toestellen die in deze periode besteld werden, was de H.P. 52 Hampden nachtbommenwerper, een ontwerp van Gustav Lachmann. Handley Page sloeg met de Hampden een nieuwe weg in: het was een moderne, snelle eendekker met een gesloten cockpit en intrekbaar landingsgestel. De motoren waren twee 980 hp (730 kW) Bristol Pegasus XVIII stermotoren. Het toestel had een kenmerkend profiel, met een rechthoekige cabine en een smalle romp tot aan het staartstuk. De piloten noemden het de "Flying Suitcase" (Vliegende Valies). De eerste vlucht vond plaats op 21 juni 1936. 1.432 exemplaren werden ervan gebouwd en voor de Hampden werkte Handley Page een systeem uit om de productie over verschillende fabrieken te spreiden.

## DeTweede Wereldoorlog: Hampden en Halifax

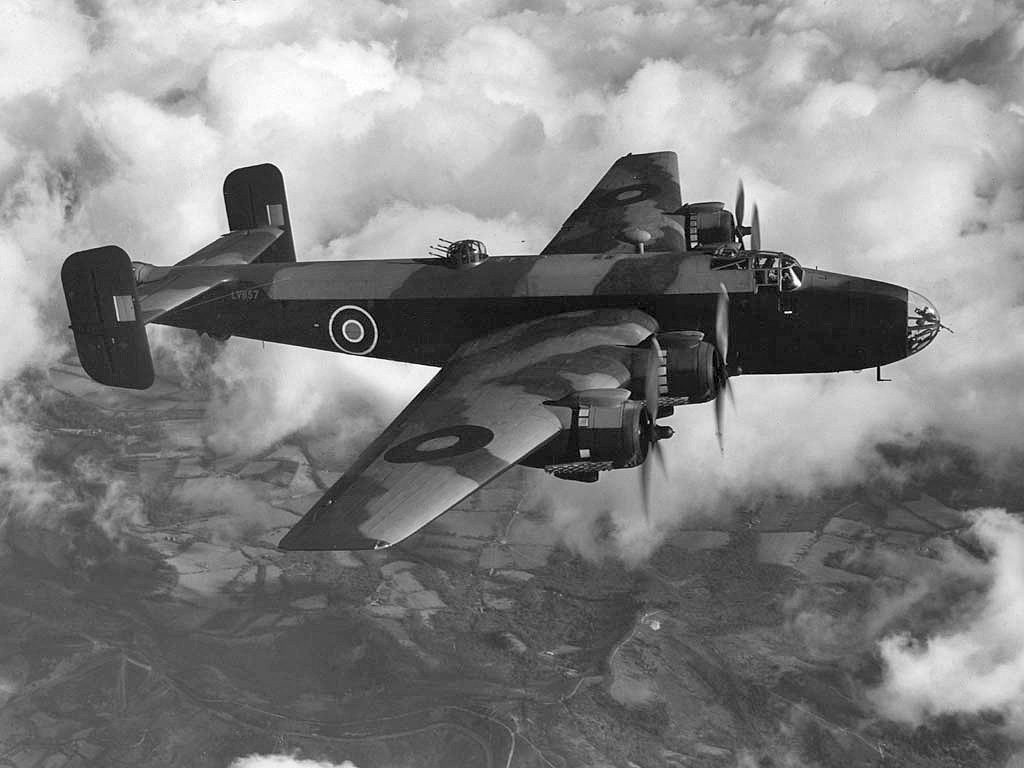
Een Halifax Mk. III

Al vroeg in de Tweede Wereldoorlog bleek de Hampden te weinig bewapend en te kwetsbaar voor vijandelijke jachtvliegtuigen. In september 1942 was de loopbaan van de Hampden als nachtbommenwerper afgelopen. Het toestel werd nog wel door Coastal Command gebruikt als torpedobommenwerper tot laat in 1943.
De beter uitgeruste viermotorige Halifax kwam in november 1940 in dienst bij RAF Bomber Command. De eerste versies hadden Rolls-Royce Merlin motoren; vanaf de Mark III die in 1943 beschikbaar kwam werden die vervangen door krachtiger Bristol Hercules motoren, en verbeterden de prestaties van het toestel. De Halifax was, samen met de beter bekende Avro Lancaster, verantwoordelijk voor het grootste deel van de Britse nachtbombardementen op Duitsland tijdens Wereldoorlog II. De Halifax bleef na de oorlog in dienst, en werd pas in 1952 uit dienst genomen. In totaal werden meer dan 6.000 Halifaxes gebouwd in verschillende fabrieken volgens het systeem van verspreide productie (Handley Page zelf bouwde er slechts 1590). Op het hoogtepunt van de productie werd er elk werkuur een Halifax geproduceerd. De Halifax werd ook in andere rollen gebruikt, onder meer voor het transport van vracht en militairen.
In 1942 werd Frederick Handley Page geridderd en mocht hij zich Sir Frederick noemen.

## De naoorlogse periode

### Transportvliegtuigen
Na WO II legde Handley Page zich opnieuw toe op transportvliegtuigen. In afwachting van het nieuwe viermotorige verkeersvliegtuig Hermes en het militaire transportvliegtuig Hastings gebeurde dit, net zoals na de Eerste Wereldoorlog, eerst met omgebouwde bommenwerpers; in dit geval was dat de Halton, een conversie van de Halifax voor passagierstransport.

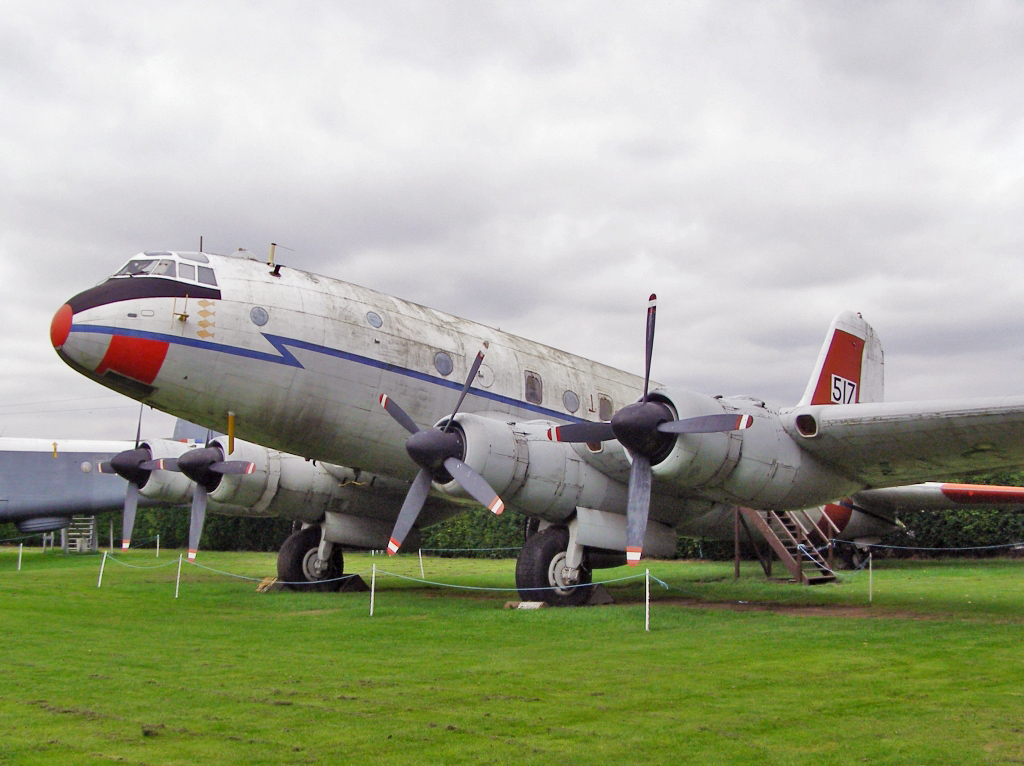
Hastings van het Newark Air Museum in Engeland

#### 1946: De Hastings
De eerste vlucht van de HP.67 Hastings vond plaats op 7 mei 1946. De eerste versie, Hastings C. Mk. 1 voor de RAF had vier Bristol Hercules 101 motoren. Er werden 94 exemplaren van gebouwd. Het toestel kon 55 uitgeruste soldaten vervoeren, maar ook jeeps, bulldozers, veldkanonnen en lichte vrachtwagens konden erin vervoerd worden. De Hastings werd door de RAF ook ingezet op de Berlijnse Luchtbrug van 1948-1949. Van de verbeterde Hastings C.2 met Bristol Hercules 106 motoren leverde Handley Page 43 exemplaren.

#### 1950: De Hermes
De BOAC bestelde 25 exemplaren van de Hermes, een verkeersvliegtuig voor maximaal 80 passagiers. Deze had vier Bristol Hercules 763 motoren en een bereik van 3500 mijl (5600 km). Het eerste exemplaar van de serieversie HP.81 Hermes IV werd op 11 juli 1950 aan BOAC geleverd en kreeg de naam "Hannibal", een verwijzing naar de oude HP.42. De Hermessen hadden slechts een korte carrière bij de BOAC, en vlogen nadien bij verschillende kleinere onafhankelijke maatschappijen. Een versie met turboprops, de Hermes V was voor zijn tijd het grootste en snelste viermotorige transportvliegtuig ter wereld. Er werden twee exemplaren gebouwd maar er volgde geen serieproductie.

### 1947: Handley Page (Reading)
In 1947 nam Handley Page de installaties van het failliete Miles Aircraft te Reading over. De vestiging kreeg de naam Handley Page (Reading), en de ontwerpen die eruit voortkwamen werden aangeduid met de letters HPR.

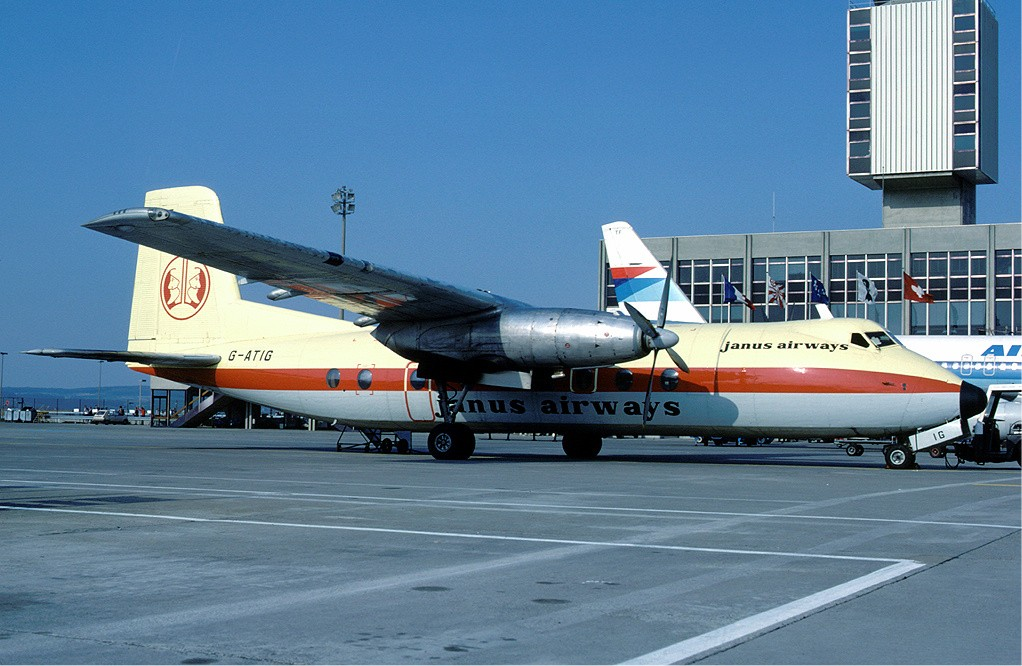
Een Dart Herald van Janus Airways in 1984

#### 1950: de Marathon
De HPR.1 Marathon was oorspronkelijk een ontwerp van Miles voor een klein verkeersvliegtuig van 20 passagiers. Het had vier De Havilland Gipsy Queen 71 motoren. Op het moment van het faillissement van Miles was het toestel besteld door British European Airways (BEA), maar er was nog geen productie-exemplaar gebouwd, enkel een prototype. De nieuwe onderneming bouwde 40 exemplaren, waarvan de eerste in 1950 gereed kwamen. Uiteindelijk werd het toestel niet door BEA in dienst genomen. Een klein aantal werd geleverd aan de West African Airways Corporation en aan Union of Burma Airways. 28 niet verkochte toestellen werden als navigatie-trainers gebruikt door de RAF.

#### 1955: De Herald
De HPR.3 Herald was bedoeld als vervanger van de Douglas DC-3. Het prototype vloog voor het eerst in 1955. Het toestel, voor 36 tot 44 passagiers, werd aanvankelijk aangeboden met vier Alvis Leonides Major zuigermotoren. Dat bleek een verkeerde keuze; de voorkeur van de markt ging uit naar turboprop-motoren. Handley Page ontwierp dan een versie met twee Rolls-Royce Dart turboprops. Deze HPR.7 Dart Herald vloog in 1958. Door de verloren tijd kwam het toestel te laat op de markt en kon het niet het succes van de Fokker Friendship en de Hawker Siddeley HS.748 evenaren. In totaal werden er slechts 50 gebouwd.

### 1952: De Victor

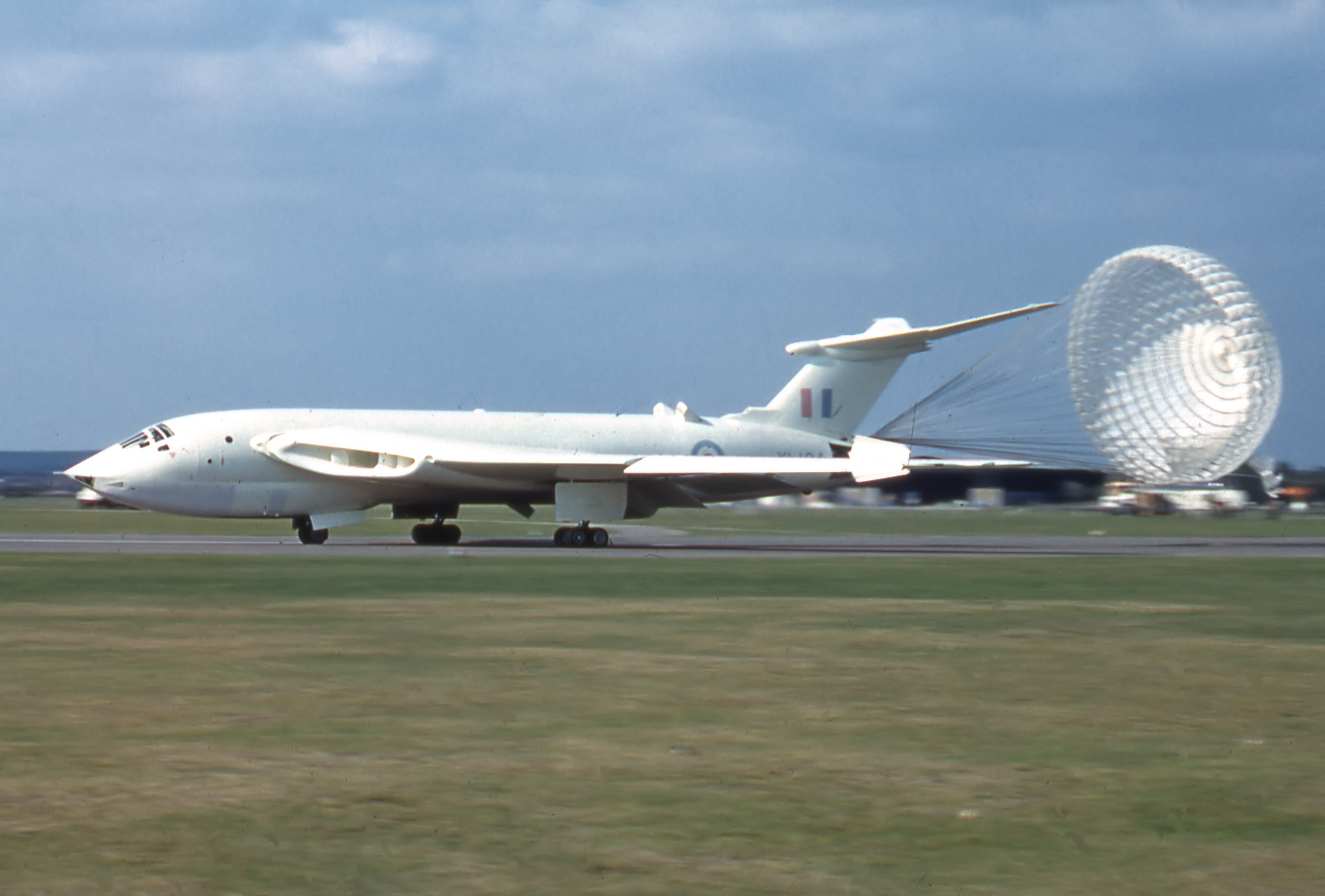
Een RAF Victor in 1961

De Handley Page Victor was een van de drie bommenwerpers in de Britse "V-Force", samen met de Avro Vulcan en de Vickers Valiant. De HP.80 Victor zou de laatste zijn uit de lange lijn van grote Handley Page-bommenwerpers voor de Britse luchtmacht. Het toestel had een futuristisch uiterlijk, met de kenmerkende "bobbel" onder de neus, een grote sikkelvormige pijlvleugel en een T-staart. Het eerste prototype vloog op 24 december 1952 en de eerste serieversie, Victor B.1, kwam in november 1957 in dienst bij de RAF. Er werden 50 exemplaren van geleverd. De B.1 was uitgerust met vier Armstrong Siddeley Sapphire SA 7 turbojets. De volgende versie was de B.2 die ontworpen was om het strategische nucleaire wapen Blue Steel te vervoeren. De B.2, uitgerust met krachtigere Rolls Royce Conways, kwam in 1962 in dienst. De B.1s werden omgebouwd tot tankvliegtuig. Later werden de resterende B.2s ook omgebouwd tot tankers. Victors zouden bij de RAF in dienst blijven lang na het verdwijnen van de firma Handley Page. Ze werden nog ingezet in de Falklandoorlog en de Golfoorlog van 1990-1991, weliswaar niet als bommenwerper maar als tanker. Pas in 1993 werd de laatste Victor uit dienst genomen.

## De laatste jaren: 1962-1970
Frederick Handley Page overleed op 21 april 1962 in zijn woning aan Grosvenor Square, Londen. Hij werd aan het hoofd van het bedrijf opgevolgd door G. C. D. Russell.
Dit was midden in een turbulente periode van grote bedrijfsfusies in de Britse luchtvaartsector, die door de Britse regering werden doorgedrukt. Die stuurde aan op de vorming van twee grote concerns, die voldoende middelen zouden bezitten om te kunnen concurreren met de buitenlandse, vooral Amerikaanse, vliegtuigbouwers. Dit leidde uiteindelijk tot de vorming van Hawker Siddeley en de British Aircraft Corporation. Handley Page was ook betrokken in deze onderhandelingen, maar vond geen financieel aanvaardbaar voorstel en besloot om onafhankelijk te blijven.

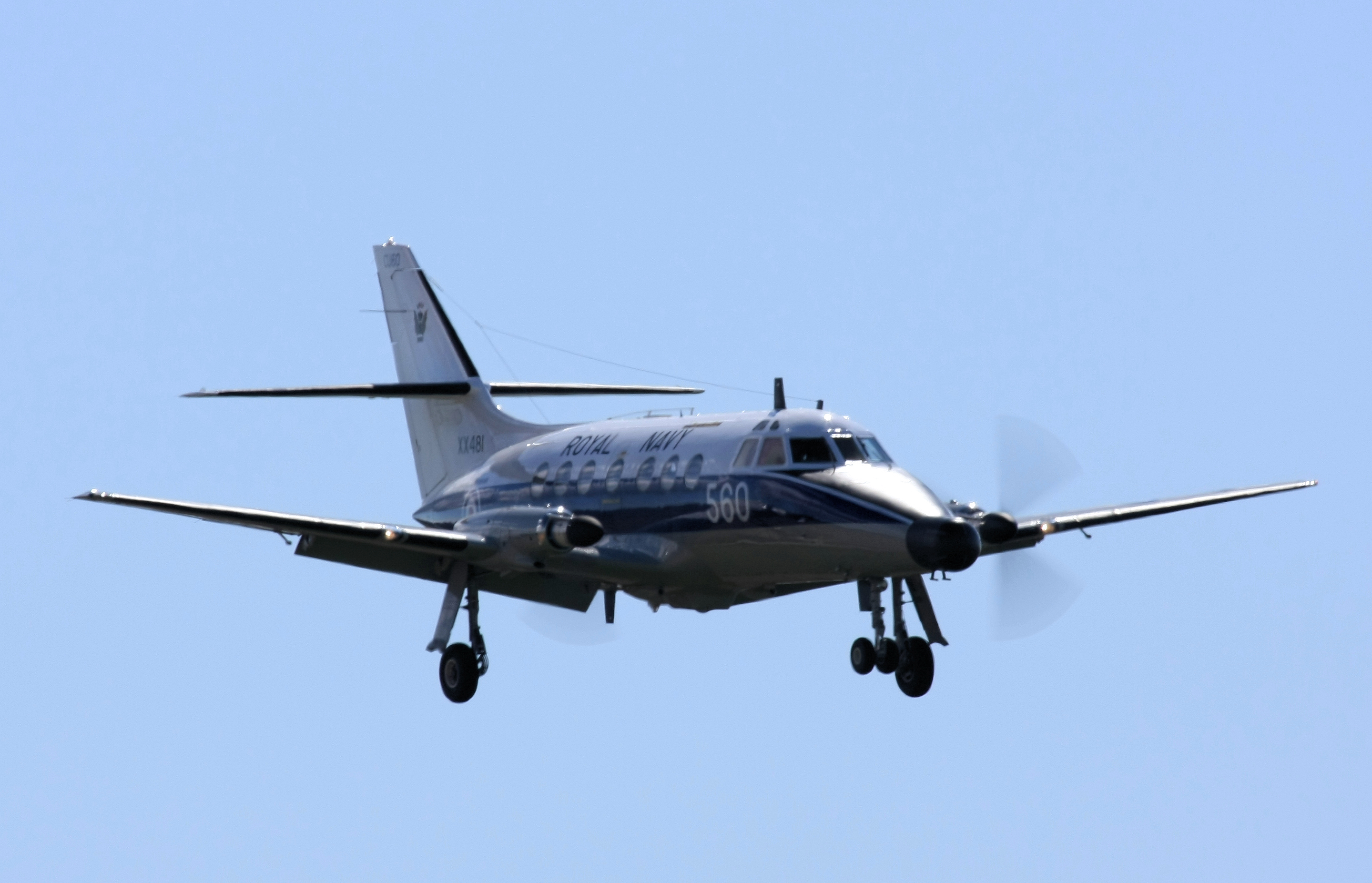
Jetstream van de Royal Navy

Het beleid van de Britse overheid was evenwel, om belangrijke contracten enkel nog toe te kennen aan een van de twee grote concerns, waardoor Handley Page effectief buitenspel werd gezet. Het bedrijf kon geen offertes meer indienen voor nieuwe militaire vliegtuigen. Ambitieuze eigen projecten, waaronder een supersonisch transportvliegtuig, moesten worden stopgezet wegens gebrek aan overheidsgeld. De productie van de Victor was afgelopen in 1963 en een groot contract voor de ombouw van Victor bommenwerpers naar tankers werd herhaaldelijk uitgesteld. Het bedrijf kwam in steeds nauwere financiële schoentjes te staan. Uiteindelijk richtte de onderneming al haar hoop op een nieuw klein passagierstoestel, de HP.137 Jetstream die vooral voor de lucratieve Amerikaanse markt was bedoeld. Maar Handley Page had weinig ervaring met dit soort vliegtuigen en problemen bij de ontwikkeling van de Jetstream zorgden ervoor dat de verhoopte bestellingen uitbleven, terwijl de ontwikkelingskosten opliepen. Uiteindelijk werd de financiële toestand onhoudbaar en op 8 augustus 1969 moest Handley Page het faillissement aanvragen.
Er werd een overnemer gevonden in de vorm van een Amerikaanse consortium onder leiding van Kenton R. Cravens, hoofd van Cravens Corporation, de moedermaatschappij van de Amerikaanse verdeler van de Jetstream. Die hernoemde het bedrijf Handley Page Aircraft Ltd. De hoop dat de Jetstream toch nog een winstgevend project zou worden werd op 27 februari 1970 brutaal de kop ingedrukt. Toen kwam onverwacht het bericht dat het Amerikaanse management geen geld meer beschikbaar stelde, en Handley Page Aircraft Ltd hield effectief op te bestaan. 2.500 werknemers verloren hun baan. Pogingen om een nieuwe overnemer te vinden mislukten en op 1 juni 1970 kwam er definitief een einde aan het bedrijf Handley Page.
De Jetstream zou verder gebouwd worden door Scottish Aviation en later door British Aerospace.

## Tijdlijn
‎{{
}}